# Египетско-турецкие отношения
Египетско-турецкие отношения — двусторонние отношения между Египтом и Турцией. Дипломатические отношения были установлены в 1925 году (временные поверенные в делах) и в 1948 году (на уровне послов).

## История
Турция и Египет исторически связаны прочными религиозными и культурными связями. Сотни лет Египет был частью Османской империи (создана в 1299 году), наследницей которой является современная Турция, однако отношения между двумя странами в разное время изменялись от дружеских до враждебных.
Дипломатические отношения между двумя странами были установлены в 1925 году, первоначально страны обменялись временными поверенными, а в 1948 году были назначены первые послы.
В 1990-е годы Египет стал уделять больше внимания отношениям с Турцией, одним из вопросов сотрудничества двух стран стал экспорт египетского газа на европейский континент. В целях улучшения торговых отношений между странами в 2005 году было подписано соглашение о свободной торговле. Возможно поэтому в 2006—2011 годах экспорт Турции в Египет увеличился с 709 млн долларов до 2759 млн долларов.
Отношения между странами значительно ухудшились после свержения президента Мухаммеда Мурси летом 2013 года (представителя исламистской организации Братья-мусульмане); 23 ноября 2013 египетские власти отозвали своего посла из Турции, а также объявили турецкого посла персоной нон грата.